# Cyprien Ruffieux
Pour les articles homonymes, voir Ruffieux (homonymie).
Cyprien Ruffieux, dit Tobi di j'èlyudzo, né le 24 décembre 1859 à Crésuz et mort le 17 juillet 1940 à La Tour-de-Trême, était un instituteur et poète suisse.

## Biographie
Cyprien Ruffieux est né le 24 décembre 1859, à Crésuz, de Nicolas Jean Alexandre et de Marie Geneviève Macherel.
À la fin de l'école primaire, en 1873, Pierre Bovet, son maître et futur père de l'abbé Bovet, l'encourage à joindre l'école normale d'Hauterive. 
En 1878, Cyprien Ruffieux devient instituteur à La Tour-de-Trême. Il est à noter qu'à cette époque, le patois fribourgeois est formellement interdit dans l'enseignement public. Cyprien participe activement à une récolte de fonds afin de financer l'achat d'un orgue pour l'église nouvellement bâtie (en 1876). La collecte atteint les 8 000 francs nécessaires à l'acquisition d'orgues. 
De 1884 à 1888, il enseigne à l'école secondaire de Bulle. Afin de parfaire son allemand, il suit des cours d'été (en 1885 et 1886) à l'Université de Heidelberg. Durant ces années, Cyprien pratique ses passions telles que le chant et la musique. Avec le chœur d'hommes de Bulle, il participe même au concours fédéral de chant à Saint-Gall en 1886. Il épouse Lydie Corboz la même année. 
En 1888, le conseiller d'État Georges Python propose à Cyprien Ruffieux un poste de professeur à l'École normale d'Hauterive. Cyprien y restera jusqu'en 1908, enseignant principalement le français, l'allemand, le chant, la musique mais également, pour quelques années, la gymnastique. Durant cette période, il commence à écrire en patois fribourgeois. Dès lors, sa contribution au patois fribourgeois est grandissante. Il écrit de nombreux poèmes, chants, pièces de théâtre et contes en patois fribourgeois. Il popularisa une certaine transcription phonétique du patois fribourgeois, proposée par le Glossaire des patois de la Suisse romande, ouvrage qu'il contribua à écrire avec Louis Gauchat. En 1903, parallèlement à l'enseignement, il débute en tant qu'officier d'état civil, un poste qu'il ne quittera qu'en 1937.
En 1908, il fonde la revue Feuille d'Avis de Bulle, qui sera reprise, en 1969, par le journal La Gruyère. La même année, il ouvre un pensionnat de langue allemande ainsi qu'une pension de vacances. Durant la Première Guerre mondiale, ces locaux seront utilisés pour hospitaliser des soldats français que viendra visiter le général Pau en 1917. Cyprien revendra l'établissement en 1919.
Il fut également le président de l'association gruérienne pour le costume et les coutumes, lors de la création de cette dernière.
Cyprien décède le 17 juillet 1940.

## Hommage
Lors de ses funérailles, l'église ne peut accueillir le nombre important de personnes venues de tout de le canton et même au-delà afin de l'honorer. Un ténor chanta un chant que Cyprien composa pour ses propres funérailles. L'abbé François Xavier Brodard dit de lui qu'« il incarne le Gruérien dans ce qu'il a de plus typique et sa langue est aussi riche que pure ».
Une rue de La Tour-de-Trême porte le nom de « chemin à Tobi » en son hommage.